# جويل موريسون
جويل موريسون (بالإنجليزية: Joel Morrison)‏ هو رسام أمريكي، ولد في 1976 في سياتل في الولايات المتحدة.